# Aspecte (informàtica)
L'aspecte, en informàtica, és una manera de descriure i atendre les funcionalitats transversals en una arquitectura de microserveis. Agrupant en aspectes el codi necessari per dur a terme tasques necessaries en diferents aplicacions es pot mantindre una minima invasibilitat en el codi existent en les aplicacions. Mitjançant una anotació concreta es pot activar l'aspecte, de manera que l'aplicació queda lliure d'haver d'invocar explícitament la funcionalitat transveral. Exemples típics inclouen: autenticació, logging, auditoria...